# Alexander Ryle
Alexander Adam Ryle (født 17. oktober 1990 i Hvidovre) er en dansk konsulent og politiker. Han har siden folketingsvalget 2022 været folketingsmedlem for Liberal Alliance, valgt i Københavns Storkreds.

## Baggrund
Alexander Ryle er født i 17. oktober 1990 i Hvidovre. Han er søn af Clive Morrell og Christina Ryle. Han blev student fra Handelsskolen København Nord i 2010, i 2013 bachelor i global virksomhedsinformatik fra IT-Universitetet i København og i 2017 cand.merc.(it.) i E-business fra Copenhagen Business School (CBS).
Han har været ansat som Human Capital Management-konsulent hos Deloitte 2017-18 og siden med samme titel hos Kainos 2018-22.

## Politisk karriere
Ryle var landssekretær for Liberal Alliances Ungdom 2016-17. Ved kommunalvalget 2021 blev han førstesuppleant for Liberal Alliances Ole Birk Olesen i Københavns Borgerrepræsentation.
Ved folketingsvalget 2022 blev Ryle valgt ind i Folketinget på det andet af Liberal Alliances to mandater i storkredsen. Han fik 1.948 personlige stemmer.
Efter valget blev han partiets EU-ordfører, IT-ordfører og frihedsordfører.